# Orthops campestris
De peenzaadwants (Orthops campestris) is een wants uit de familie van de blindwantsen (Miridae). De soort werd het eerst wetenschappelijk beschreven door Carl Linnaeus in 1758.

## Uiterlijk
Deze langwerpig ovaalvormige wants kan ongeveer 3,5 tot 4 mm groot worden en is meestal groen van kleur, soms geel. De zwarte tekening op de kop en voorvleugels is bruin of zwart en zeer variabel. De rand om het schildje (clavus) is zwart of donkerbruin en daaromheen weer lichter. Het schildje zelf (scutellum) is helder geel of groen en heeft de vorm van een driehoek met een donkere uitsparing aan de bovenkant. De pootjes zijn groen of geel met donkere stekeltjes op de schenen, het eerste antennesegment is bruingeel en de rest van de antennes meestal donkerder. De wants kan eenvoudig verward worden met andere soorten uit het genus Orthops zoals Orthops kalmii; die heeft echter een scherper begrensde donkere tekening op de vleugels.

## Leefwijze
De soort kent één generatie per jaar en overwintert als volwassen wants. De nieuwe generatie wantsen kan gevonden worden vanaf juni terwijl ze zuigen aan bloemknoppen, jonge bladeren en onrijpe zaden van diverse schermbloemigen.

## Leefgebied
De soort komt veel voor in Nederland, overal waar schermbloemigen voorkomen. Het verspreidingsgebied strekt zich uit van Noord-Afrika tot het Palearctisch gebied (Europa en Azië tot in West-Siberië).